# António Vilar
António Vilar Justiniano dos Santos  (Santos-o-Velho, Lisboa, 31 de outubro de 1912 — Madrid, 15 de agosto de 1995) foi um ator português.

## Biografia
Era filho do funcionário público António dos Santos, natural de Bragança (freguesia de Parâmio), e de Maria Guilhermina Santos, doméstica, natural do Cadaval (freguesia de Vilar).
Depois dos estudos liceais no Liceu Pedro Nunes e de frequentar o Instituto Comercial de Lisboa e após também ser funcionário da Caixa Geral de Depósitos, Vilar vira-se decisivamente para o chamado meio artístico e boémio lisboeta.
Canta na rádio, é repórter em ‘O Século’, faz figuração no cinema (“A Severa” de 1931, de Leitão de Barros, o primeiro filme sonoro em língua portuguesa), inicia-se, como técnico, ao lado de António Lopes Ribeiro, em “Gado Bravo”.
Na indústria cinematográfica portuguesa trabalha também como caracterizador, técnico de som, designer de produção e assistente de realização.
Paris, Madrid e Barcelona são lugares onde tenta a sua sorte. Em Espanha será assistente de Max Nosseck. Mas a guerra civil estala e Vilar volta a Portugal. Continua a trabalhar como técnico (em particular no domínio da caracterização, em que se torna exímio) durante vários anos até que, em 1940, consegue um pequeno papel no “Feitiço do Império”, de Lopes Ribeiro. Dois anos depois é o Carlos Bonito de “O Pátio das Cantigas”, em 1943 é já o protagonista de “Amor de Perdição”. A partir daí a sua carreira de ator está firmada. Em poucos anos protagoniza um núcleo de filmes históricos de perfil nacionalista que faz dele o ator por excelência do regime.
A 31 de outubro de 1944, casou civilmente em Lisboa com Maria Helena Nunes Alves (Santa Isabel, Lisboa, c. 1919 — 3 de setembro de 1992), doméstica, já divorciada de Benjamim Fernando de Almeida desde 14 de fevereiro de 1944, filha do comerciante Bernardo José Alves, natural de Alenquer (freguesia de Santo Estêvão), e de Palmira Nunes Alves, doméstica, também natural de Lisboa (freguesia de Santa Isabel).
Nos últimos anos da década de 40 transfere-se para Madrid. Graças a seus filmes rodados na Espanha, deu continuidade a uma carreira internacional que o levou a atuar em produções argentinas, francesas e até italianas. Deixou os palcos em 1981 para se retirar para a vida privada em Madrid, onde faleceu em 1995.
É lembrado por seus personagens históricos do cinema espanhol (Cristóvão Colombo em "Alba de América", realizado por Juan de Orduña ).
Da sua carreira portuguesa, destacamos o filme Camões realizado por José Leitão de Barros, que relata a vida e os feitos do grande poeta Luís Vaz de Camões, a quem António Vilar dá vida. O filme concorreu à primeira edição do Festival de Cinema de Cannes em 1946.

## Homenagens
Desde 2004 possui uma rua com o seu nome em Lisboa, na freguesia da Ameixoeira.
- Oficial da Ordem Militar de Cristo de Portugal (10 de fevereiro de 1947)
- Oficial da Ordem Militar de Sant'Iago da Espada de Portugal (15 de maio de 1951)
- Oficial da Ordem da Liberdade de Portugal (2 de junho de 2004, a título póstumo)[4]

## Filmografia
- A Severa (1931), o primeiro filme sonoro português
- Feitiço do Império (1940)
- Pão Nosso (1940)
- O Pátio das Cantigas (1942)
- Amor de Perdição (1943)
- Inês de Castro (1944)
- A Vizinha do Lado (1945)
- Camões (1946)[5]
- La Mantilla de Beatriz (A Mantilha de Beatriz, 1946)
- Reina Santa (A Rainha Santa, 1947)
- Una Mujer Cualquiera (1949)
- Don Juan (1950)
- Alba de América (1951)
- El Redentor (1957)
- Muerte Al Amanecer (1959)
- Comando de Asessinos (Fim-de-Semana Com a Morte, 1967)
- Disco Rojo (Sinal Vermelho, 1973)
- Guarany (1948)
- Santo Disonore (Honra e Sacrifício, 1949)
- Il Padrone Delle Ferriere (1959)
- O Primo Basílio (1959) de António Lopes Ribeiro
- La Femme et le Pantin (1959)
- Shéhérazade (1963)
- Estimado Señor Juez (1978)